# Rove (gmina Zagorje ob Savi)
Rove – wieś w Słowenii, w gminie Zagorje ob Savi. W 2018 roku liczyła 183 mieszkańców.